# Kiwi.com
Kiwi.com (dříve SkyPicker) je český internetový vyhledávač letenek po celém světě umožňující jejich rezervaci a koupi. Vyhledávač se zaměřuje na propojování letů leteckých společností, které spolu normálně nespolupracují. Díky unikátnímu algoritmu umožňuje společnost kombinaci přepravy více než 750 dopravců. Dále nabízí a propojuje nejen lety, ale i vlaky nebo autobusy. Dnes na Kiwi.com probíhá více než 100 milionů vyhledávání denně a v průměru se přes vyhledávač prodá 33 tisíc letenek denně. Ústředí má v Brně, v roce 2015 společnost zaměstnávala 153 zaměstnanců.[zdroj?] Obrat společnosti činil v roce 2016 330 milionů eur. V roce 2017 vzrostl obrat na 700 milionů eur a rok 2018 již překonal hranici 1 miliardy eur. 

## Historie a vlastníci
Vývoj vyhledávače započal v říjnu 2011, zakladatelem je Oliver Dlouhý. Další rok v dubnu byla založena společnost SkyPicker.com s.r.o. Na podzim roku 2013 došlo k navýšení základního kapitálu, společnost Touzimsky Airlines za 20 % podíl zaplatila 5 milionů korun. Následně došlo k odkupu konkurenta WhichAirline.com (V ČR Aletenky.cz) V polovině května 2016 došlo k přejmenování portálu na Kiwi.com, přejmenovala se též společnost provozující portál. V roce 2017 získal podíl ve společnosti Jaroslav Kokolus ve výši 8,5%. V roce 2019 převzal většinový podíl společnosti americký fond General Atlantic. 
Většinovým vlastníkem společnosti je General Atlantic (53,5%). Následuje zakladatel společnosti Oliver Dlouhý (22,4 %), společnost Touzimsky Airlines (10 %), další ze spoluzakladatelů  je Jozef Képesi (12,5 %) a vlastníkem je také Luboš Charčenko (1,4 %).
Na podzim 2017 firma získala dotaci 87,6 milionů korun od ministerstva průmyslu a obchodu. Peníze byly investovány do dalšího rozvoje společnosti.

## Produkt
Služba je zaměřena na propojování letů vzájemně nespolupracujících leteckých společností. Interaktivní mapa na hlavní straně umožňuje vybrat místo odletu a příletu na základě města, regionu nebo státu. Uživatelé nemusí zadávat přesný čas jejich letu. Systém vždy nabízí nejlevnější variantu z různých aerolinek. V roce 2015 měla společnost tržby ve výši 2,1 mld. Kč, v roce 2016 již 8,4 mld. Kč. Obrat společnosti v roce 2017 činil 17,7 mld. Kč. V roce 2018 to bylo 30,9 mld. Kč.

## Média

### Světová média
V červenci 2012 se web objevil ve francouzském deníku Le Figaro. O dva měsíce později byl Skypicker zařazen mezi "10 webů stojících za přidání do záložek", článku Setha Kugela z New York Times. Busines Insider se v květnu 2015 zmínil o unikátním algoritmu Skypickeru. Condé Nast Traveler napsal o nové aplikaci Skypickeru v prosinci 2015. V únoru 2016 poskytl Oliver Dlouhý rozhovor pro The HuffingtonPost (od 2017 HuffPost). V listopadu 2016 se o společnosti zmínil i Tech.eu. Oliver Dlouhý se v lednu 2018 stal tváří evropského žebříčku Forbes 30 Under 30 Technology and Malware. Nový Chief Information Officer David Pavlík dal v září 2018 rozhovor britskému webu Travolution.com, který se zaměřuje na online cestovní průmysl.  Lonely Planet psal v listopadu 2018. V prosinci 2018 psal o partnerství s čínskou společností Tongcheng-Elong také web traveldailymedia.com. 

### Česká média
V dubnu 2013 Hospodářské noviny psaly, že Brněnský Skypicker míří za velkým byznysem. Český Forbes v únoru 2015 zmiňuje investici Ondřeje Tomka ve výši 25 milionů korun do Skypickeru. Levné cestování prostřednictvím českého vyhledávače Skypicker zmiňuje i Technet. Oliver Dlouhý byl hostem pořadu Show Jana Krause v březnu 2016. Česká média také psala o přejmenování společnosti.  Týdeník Euro označil Olivera Dlouhého jako českého Zuckerberga v dubnu 2017. Český web Tyinternety.cz v červenci 2017 popsal spolupráci se společností Amadeus. V létě 2018 se k firmě přidal David Pavlík. V roce 2019 česká média především zajímala změna vlastnických struktur společnosti a informovala také o navázání nové spolupráce s leteckou společností AirAsia.

## Ocenění
V únoru 2017 získala společnost ocenění za inovativní řešení globálních platebních transakcí pro rok 2017 v oblasti Treasury Management od TMI Awards. V listopadu 2017 byla oceněna jako Best Metasearch Website na Travolution Awards. Žebříček Deloitte Technology Fast 50 v říjnu 2017 ocenil firmu jako Rising Star. Oliver Dlouhý byl lednu 2018 vybrán jako hlavní tvář technologické kategorie pro Europe's 30 under 30 časopisu Forbes. Ocenění Finanční ředitel roku předávané Klubem finančních ředitelů získal v dubnu 2017 Juraj Strieženec, CFO. Časopis Forbes Česko ocenil v červnu 2018 společnosti jako nejlepší startup roku, čímž obhájila své prvenství z roku 2017. V říjnu 2018 se společnost umístila na 2. místě v Deloitte Technology Fast 50 2018. V listopadu 2019 společnost oznámila vizi stát se prvním virtuálním globálním super-přepravcem a vyhrála Cenu publika na konferenci Phocuswright v Miami.  